# Janusz Łunis
Janusz Łunis (ur. 12 marca 1941 w Wilnie, zm. 13 listopada 2018 w Zielonej Górze) – polski brydżysta, arcymistrz, sędzia państwowy, odznaczony brązową odznaką PZBS (1987) zawodnik drużyny KS Tęcza Krosno Odrz.

## Wyniki brydżowe

### Zawody krajowe
W rozgrywkach krajowych zdobywał następujące lokaty:
| Mistrzostwa Polski par | Mistrzostwa Polski par | Mistrzostwa Polski par | Mistrzostwa Polski par |
| Rok                    | Kategoria              | Partner                | Pozycja                |
| ---------------------- | ---------------------- | ---------------------- | ---------------------- |
| 1978                   | Open                   | Cezary Szadkowski      | 3                      |
| 1977                   | Open                   | Cezary Szadkowski      | 3                      |
| 1975                   | Open                   | Cezary Szadkowski      | 3                      |

### Zawody europejskie
W europejskich zawodach zdobył następujące lokaty:
| Zawody europejskie. Konkurencja par | Zawody europejskie. Konkurencja par | Zawody europejskie. Konkurencja par | Zawody europejskie. Konkurencja par | Zawody europejskie. Konkurencja par | Zawody europejskie. Konkurencja par |
| Rok                                 | Miejsce                             | Zawody                              | Kategoria                           | Partner                             | Pozycja                             |
| ----------------------------------- | ----------------------------------- | ----------------------------------- | ----------------------------------- | ----------------------------------- | ----------------------------------- |
| 1976                                | Cannes                              | 1 Mistrzostwa Europy Par            | Open                                | Cezary Szadkowski                   | 3                                   |